# Sieghartsles
Sieghartsles ist eine Ortschaft und eine Katastralgemeinde der Stadtgemeinde Groß-Siegharts im Bezirk Waidhofen an der Thaya in Niederösterreich mit 77 Einwohnern (Stand 1. Jänner 2025).

## Geografie
Das nordöstlich von Groß-Siegharts liegende Dorf, bei dem der Wieningsbach in den Sieghartser Bach mündet, ist über die Landesstraße L55 erreichbar. Am 1. April 2020 umfasste die Ortschaft 51 Adressen.

## Geschichte
Im Jahr 1822 wurde der Ort als Dorf mit 24 Häusern genannt, das nach Groß-Siegharts eingepfarrt war, wohin auch die Kinder eingeschult wurden. Die Herrschaft Weinern besaß die Ortsobrigkeit, übte die Landgerichtsbarkeit aus und besorgte die Konskription. Die Untertanen und Grundholde des Ortes gehörten der Herrschaft Weinern sowie der Pfarre Raabs.
Laut Adressbuch von Österreich waren im Jahr 1938 in Sieghartsles ein Gastwirt, eine Mühle, ein Schlosser, ein Schneider und mehrere Landwirte ansässig.

## Siedlungsentwicklung
Zum Jahreswechsel 1979/1980 befanden sich in der Katastralgemeinde Sieghartsles insgesamt 41 Bauflächen mit 14.246 m² und 46 Gärten auf 33.942 m², 1989/1990 gab es 42 Bauflächen. 1999/2000 war die Zahl der Bauflächen auf 74 angewachsen und 2009/2010 bestanden 61 Gebäude auf 122 Bauflächen.

## Bodennutzung
Die Katastralgemeinde ist landwirtschaftlich geprägt. 140 Hektar wurden zum Jahreswechsel 1979/1980 landwirtschaftlich genutzt und 17 Hektar waren forstwirtschaftlich geführte Waldflächen. 1999/2000 wurde auf 142 Hektar Landwirtschaft betrieben und 17 Hektar waren als forstwirtschaftlich genutzte Flächen ausgewiesen. Ende 2018 waren 134 Hektar als landwirtschaftliche Flächen genutzt und Forstwirtschaft wurde auf 18 Hektar betrieben. Die durchschnittliche Bodenklimazahl von Sieghartsles beträgt 36,8 (Stand 2010).